# Bjärnums landsfiskalsdistrikt
Bjärnums landsfiskalsdistrikt var 1918–1964 ett landsfiskalsdistrikt i Kristianstads län, bildat som Verums landsfiskalsdistrikt när Sveriges indelning i landsfiskalsdistrikt trädde i kraft den 1 januari 1918, enligt beslut den 7 september 1917. När Sveriges nya indelning i landsfiskalsdistrikt trädde i kraft den 1 januari 1952 (enligt kungörelsen 1 juni 1951) ändrades distriktets namn till Bjärnums landsfiskalsdistrikt. Den 1 januari 1965 avskaffades i Sverige samtliga landsfiskaler och landsfiskalsdistrikt, och deras arbetsuppgifter delades upp på de nyskapade indelningarna polisdistrikt, åklagardistrikt och kronofogdedistrikt.
Landsfiskalsdistriktet låg under länsstyrelsen i Kristianstads län.

## Ingående områden
Den 1 januari 1952 ändrades distriktets omfattning genom kommunreformen 1952 med tillförsel av områden från närliggande distrikt.

### Från 1918
Västra Göinge härad:
- Farstorps landskommun
- Norra Åkarps landskommun
- Verums landskommun
- Visseltofta landskommun
- Vittsjö landskommun

### Från 1 januari 1952
- Bjärnums landskommun
- Hästveda landskommun
- Vittsjö landskommun